# Dépérissement du faux-cyprès de Nootka

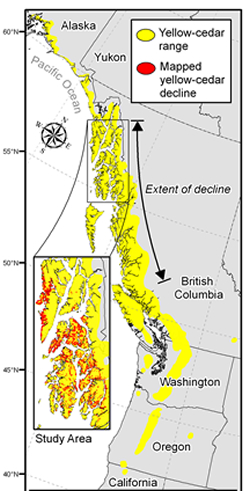
Carte des zones touchées par le dépérissement du faux-cyprès

Le dépérissement du faux-cyprès de Nootka est un phénomène de dépérissement forestier des populations de faux-cyprès de Nootka (Xanthocyparis nootkatensis) constaté dans les forêts côtières du Pacifique Nord de l'Alaska du Sud-Est à la Colombie-Britannique. La première observation de ce phénomène remonte à 1909. Depuis lors, un pic de mortalité a été constaté dans les années 1970-1980, période marquée par des hivers plus chauds correspondant à l'oscillation décennale du Pacifique. La maladie s'étend sur des milliers de stations, souvent caractérisées par un sol humide, totalisant plus de 200 000 hectares de forêts en Alaska et plus de 50 000 hectares en Colombie-Britannique. La mortalité des arbres dans les stations affectées par le dépérissement est importante, touchant souvent 70 % des arbres. Dans ces stations les arbres morts, parfois depuis plus de cent ans, d'autres fois plus récemment, voisinent avec des arbres sains et d'autres dépérissants.
Le dépérissement est probablement dû à des fluctuations climatiques (réduction de la couche neigeuse et augmentation du gel du sol en hiver).

## Contexte
L'aire de répartition du faux-cyprès de Nootka s'étend des Monts Klamath dans le nord de la Californie jusqu'à la baie du Prince-William en Alaska.
C'est un arbre à croissance lente qui peut vivre plus de mille ans. Considéré comme ayant une grande valeur économique et patrimoniale, il est apprécié pour son bois caractérisé par sa résistance mécanique et sa longévité, sa composition chimique lui conférant une grande résistance à la pourriture.
Le faux-cyprès de Nootka est limité aux altitudes élevées dans la partie sud de son aire de répartition, depuis les confins de la Californie et de l'Oregon jusqu'à la Colombie-Britannique ; plus au nord, notamment en Alaska, on le rencontre depuis le niveau de la mer jusqu'à la limite des arbres. Localement, son habitat est caractérisé par une forte affinité pour les sols humides.
Le climat de la zone affectée par le dépérissement en Alaska du Sud-Est et dans l'ouest de la Colombie-Britannique est hyper-maritime, avec de fréquentes précipitations de faible intensité. L'épaisseur de la couche de neige dans cette région est très variable du fait que la température est souvent voisine de zéro en période hivernale.
Les forêts y sont dominées par l'épinette de Sitka (Picea stichensis), la pruche de l'Ouest (Tsuga heterophylla), la pruche subalpine (Tsuga mertensiana), le pin tordu (Pinus contorta), le thuya géant (Thuja plicata) et le faux-cyprès de Nootka. Le dépérissement de cette dernière espèce a affecté plus de 200 000 hectares de forêts en Alaska et de 50 000 hectares en Colombie-Britannique.

## Extension géographique de la maladie
Le dépérissement du faux-cyprès de Nootka est observé dans une zone limitée à une large bande dans le sud-est de l'Alaska et en Colombie-Britannique, sur une longueur de plus de 1 000 km. Les stations touchées se trouvent principalement à des altitude inférieures à 125 m, très rarement au-dessus de 300 m, le plus souvent sur des pentes exposées au sud et à l'ouest.
Il est absent, ou non apparent, plus au sud depuis la Colombie-Britannique jusqu'à la Californie, plus au nord du golfe d'Alaska à la baie du Prince-William ainsi que dans les régions plus froides du sud-est de l'Alaska.

## Causes
Les causes généralement admises du dépérissement du faux-cyprès de Nootka sont l'augmentation de la température moyenne dans la région et la diminution consécutive de la couche neigeuse hivernale, tant en épaisseur qu'en durée,,.
D'autres causes potentielles du dépérissement du faux-cyprès de Nootka ont été étudiées, mais il semble qu'il ne soit pas lié à des agents biotiques ni causé par la pollution anthropique directe ou la pollution atmosphérique.
Des scolytes du genre Phloeosinus, couramment trouvés sur les arbres morts ou déclinants, n'attaquent que les arbres déjà dans les derniers stades du dépérissement. De même, des champignons, notamment Phytophthora lateralis pourtant responsable de graves pourridiés chez le cyprès de Lawson (Chamaecyparis lawsoniana), ou bien des nématodes également suspectés, ont été mis hors de cause.
Des chercheurs ont étudié les effets de la saturation des sols et de la chimie du sol sur le dépérissement du faux-cyprès de Nootka, et doivent encore publier des données probantes, autres que le fait que ces paramètres peuvent influer indirectement sur la mortalité des faux-cyprès de Nootka. L'altitude semble également jouer un rôle dans le dépérissement du faux-cyprès de Nootka, une étude ayant montré que les arbres poussant au-dessus de 130 mètres d'altitude sont plus résistants au froid que ceux poussant plus bas.

### Dégâts dus au gel
Le dépérissement du faux-cyprès de Nootka a commencé vers 1880, ce qui coïncide avec un réchauffement du climat après le petit âge glaciaire.
Les mécanismes de ce processus sont encore hypothétiques, mais il semble que l'exposition du sol à des températures plus froides, aggravée par l'absence de couverture de la canopée ou l'humidité des sols peut conduire à des dégâts des racines superficielles du faux-cyprès de Nootka dus au gel.
Des conditions de canopée ouverte dans la forêt, conséquence de la mort des arbres malades, exposent les sols à des températures glaciales. Avec le réchauffement de la température moyenne dans la région, les précipitations tombent plus souvent sous forme de pluie que de neige en hiver. La couche neigeuse hivernale est isolante et permet une certaine protection des systèmes racinaires contre le gel. L'absence de ce manteau neigeux favorise le gel du sol et la dégradation des tissus des racines, en particulier dans les sols humides où la saturation du sol entraîne le développement d'un enracinement superficiel, ce qui peut entraîner la mort des arbres.
Le faux-cyprès de Nootka se trouve être nettement moins résistant au froid que les espèces d'arbres qui l'entourent, comme la pruche de l'Ouest (Tsuga heterophylla), qui est capable de résister, dans des conditions comparables, à près de 13 °C de moins que le faux-cyprès de Nootka .

## Gestion et conservation
La gestion des peuplements de faux-cyprès de Nootka, à la lumière de leur état de dégradation, peut être modulée selon les zones concernées ; trois types de zones de gestion ont été définis : zones inadaptées, zones de conservation et zones de migration.
- Les zones inadaptées sont celles dans lesquelles le faux-cyprès de Nootka n'est pas en mesure de soutenir la concurrence d'autres espèces indigènes et exotiques.
Il est très important de reconnaître que les efforts de conservation et de restauration des peuplements de faux-cyprès de Nootka dans des zones qui présentent des conditions climatiques inadaptées sont vains.
Ces zones présentent cependant des ressources économiques importantes. En effet l'exploitation du bois mort peut être envisagée, même 80 ans après la mort des arbres. Des études ont montré que la qualité du bois mort est préservée et reste comparable pendant de longue années à celle du bois provenant d'arbres vivants[9].
L'exploitation de « sauvetage » de ce bois mort, en fournissant des ressources en bois de remplacement, permet en outre de préserver des peuplements de faux-cyprès de Nootka sains dans des zones adaptées et pourrait ainsi être bénéfique pour la conservation de cette espèce.
Dans les zones de forêts « mortes », frappées par le dépérissement du faux-cyprès de Nootka, une autre essence qui présente des propriétés économiques et écologiques similaires, le thuya géant , commence à s'implanter. C'est le cas dans les régions de basse altitude de l'Alaska du Sud-Est et de Colombie-Britannique. Cependant, de nouvelles recherches sont encore nécessaires pour évaluer l'intérêt de financer des actions d'implantation du thuya géant dans ces régions.

- Les zones de conservation sont les écosystèmes dans lesquels le faux-cyprès de Nootka peut rivaliser avec les espèces présentes et dont l'entretien nécessite une attention particulière.
La modélisation de l'accumulation de neige dans les années à venir aide à définir parmi les zones actuellement peuplées de faux-cyprès de Nootka sains celles qui peuvent constituer un habitat durable pour cette essence. Ces zones doivent être modélisées avec précision afin de mettre au point des stratégies de gestion efficaces.
A une échelle locale, les zones aux sols bien drainés sont les plus favorables au maintien du faux-cyprès de Nootka dans l'avenir, celles où il atteint son plus grand développement, mais il y est fortement concurrencé par d'autres essences (épinette de Sitka , pruche de l'Ouest) à taux de reproduction plus élevée et à croissance plus rapide. Ce sont souvent les régions les plus productives pour l'exploitation du bois des arbres de la forêt pluviale tempérée du Pacifique Nord-Ouest. C'est dans ces zones que les objectifs de conservation peuvent être atteints en pratiquant une gestion sylvicole active, notamment par plantation et éclaircissage[9].

- Les zones de migration sont celles qui sont adaptées au faux-cyprès de Nootka, mais dans lesquelles cette essence est actuellement absente.
Étant donné la faible aptitude naturelle à la dispersion de cette espèce, il est nécessaire de l'aider à coloniser de nouveaux habitats devenu plus favorables, on parle alors de « migration assistée »[9]. Cela peut donner lieu à des controverses, principalement parce que l'introduction généralisée d'une espèce dans un écosystème pourrait faciliter celles d'autres espèces potentiellement envahissantes, ce qui pourrait entraîner des effets indésirables. Une plantation d'essai à Yakutat (Alaska) a donné des taux de survie de première année de plus de 90 %, ce qui signifie que la migration ciblée peut réussir[9].